# Lin Zexu
Lin Zexu, född 30 augusti 1785 i Minhou, Fujian, död 22 november 1851 i Puning, Guangdong, var en kinesisk mandarin av första rangen som är mest känd för sin roll under det första opiumkriget.
Lin föddes i det som idag är Minhou i Fujian-provinsen som son till en bildad familj med begränsade resurser. Han klarade det lokala provet i det kejserliga examinationssystemet 1798, det provinsiella provet 1804 och det nationella provet 1811. Han utnämndes till ledamot av Hanlinakademin, den högsta akademiska institutionen i riket.
Efter ett antal officiella tjänster blev Lin 1837 generalguvernör för provinserna Hubei och Hunan och gjorde sig där känd som en omutlig och effektiv bekämpare av opiummissbruk och opiumhandel. Det var på sådana meriter han 1839 utsågs till den kinesiske Daoguangkejsarens specielle ombud till Kanton med uppdrag att stoppa brittiska Ostindiska kompaniets olagliga handel med opium. Hans brev till den brittiska drottningen Victoria med uppmaningar om att stoppa de brittiska köpmännens, som han trodde även efter brittisk lagstiftning olagliga, handel med opium besvarades aldrig, men sedan Lin 1839 låtit konfiskera och förstöra en last opium förklarade britterna krig - det första opiumkriget.

## Eftermäle
Asteroiden 7145 Linzexu är uppkallad efter Lin Zexu.